# Oshaf
Oshaf (albánsky: oshaf me fiq të thatë) je tradiční albánský dezert připravovaný ze sušených fíků a ovčího mléka. Má jemně karamelovou chuť a podává se zpravidla studený.

## Příprava
Sušené fíky se vaří v ovčím mléce, často s přídavkem cukru a skořice někdy i  hřebíčku. Směs se nechá zvolna probublávat, dokud nezíská hustou a krémovou konzistenci. Po vychladnutí se oshaf podává jako sladký dezert, někdy ozdobený nasekanými vlašskými ořechy.

## Původ a tradice
Oshaf pochází z jižní Albánie, kde je považován za místní specialitu, zejména ve městě Gjirokastër. Tradičně se připravuje během rodinných oslav, svátků nebo slavnostních příležitostí.